# Fissidens thorsbornei
Fissidens thorsbornei är en bladmossart som beskrevs av Bruggeman-nannenga in Bruggeman-nannenga och Berendsen in Bruggeman-nannenga 1988. Fissidens thorsbornei ingår i släktet fickmossor, och familjen Fissidentaceae. Inga underarter finns listade i Catalogue of Life.